# こはたあつこ
こはた あつこ（1960年7月21日 - ）は、映画評論家、ラジオパーソナリティ。東京都出身。血液型O型。本名の 木幡 敦子（読み同じ）名義で活動していた時期もある。

## 来歴・人物
カナダとアメリカで14年間過ごし、クイーンズ大学美術学部を卒業。
日本に帰国後はラジオやテレビの音楽や映画の番組パーソナリティーを務め、1996年に王様のブランチで初代映画コメンテーターに抜擢されたことから、映画を専門とするようになる。
トム・クルーズやアーノルド・シュワルツェネッガーにもインタビューした経験があり、現在までにインタビューした俳優や監督は100人を超えている。 
2001年から2002年にはFMソフィアのパーソナリティーを担当していた。 
2004年から映画産業の本場であるハリウッドを経験するためロサンゼルスに移住。
以後、ハリウッドにおける映画情報や、映画の舞台裏を発信している。
MPAA（モーション・ピクチャー・アソシエーション・オブ・アメリカ）の会員でもある。

## 出演
出典：（・）

### テレビ
- 英語会話I（NHK教育）
- 王様のブランチ（TBS、1996年4月6日 - 2001年9月）映画コメンテーター
- 深夜の星「ここがヘンだよハリウッド」（TBS）
- オールスター感謝祭（TBS）
  - 2001年春　19位　41問　3:48.70
  - 2002年秋　46位　39問　2:57.52
- ライオンのごきげんよう（フジテレビ）
- 英語でしゃべらナイト（NHK総合、2002年5月5日）
- クイズ赤恥青恥（テレビ東京、2003年1月31日）
- やじうまプラス（テレビ朝日、2003年5月31日）エンタメ映画コーナー
- ホットウェーブ（テレビ埼玉）メインパーソナリティ
- シネマシネマシネマ（WOWOW）ナビゲーター
- ハリウッド・エクスプレス（WOWOW）ナビゲーター

### ラジオ
- ニュース英語レッスン（NHK-BS）バイリンガルキャスター
- Sunday Sound Walker（ニッポン放送）映画コーナーパーソナリティ
- おはようTOKYOITE（TOKYO FM、1991年4月 - 1992年3月）
- こはたあつこのFMソフィア（TOKYO FM、2001年4月 - 2003年3月）メインパーソナリティ
- WEEK INNOVATION（ハマラジ）DJ
- キャプテン・エア・シップ（FMヨコハマ）DJ

### 映画
- ゴジラ2000 ミレニアム（東宝、1999年）レポーター 役[4]
- とび★うおーず（A-film、2001年）ママ（リサ） 役（声の出演）

## 書籍
- 王様のブランチ映画本 あっちゃんのスーパーミーハーインタビュー（アミューズブックス、1997年）
- こはたあつこのシネマで英会話（世界文化社、1998年）